# Отман (Аризона)
Отман (англ. Oatman) — переписна місцевість (CDP) в США, в окрузі Могаве штату Аризона. Населення — 102 особи (2020).

## Географія
Отман розташований за координатами 35°1′39″ пн. ш. 114°23′2″ зх. д. / 35.02750° пн. ш. 114.38389° зх. д. (35.027375, -114.383860). За даними Бюро перепису населення США в 2010 році переписна місцевість мала площу 0,50 км², уся площа — суходіл.

## Демографія

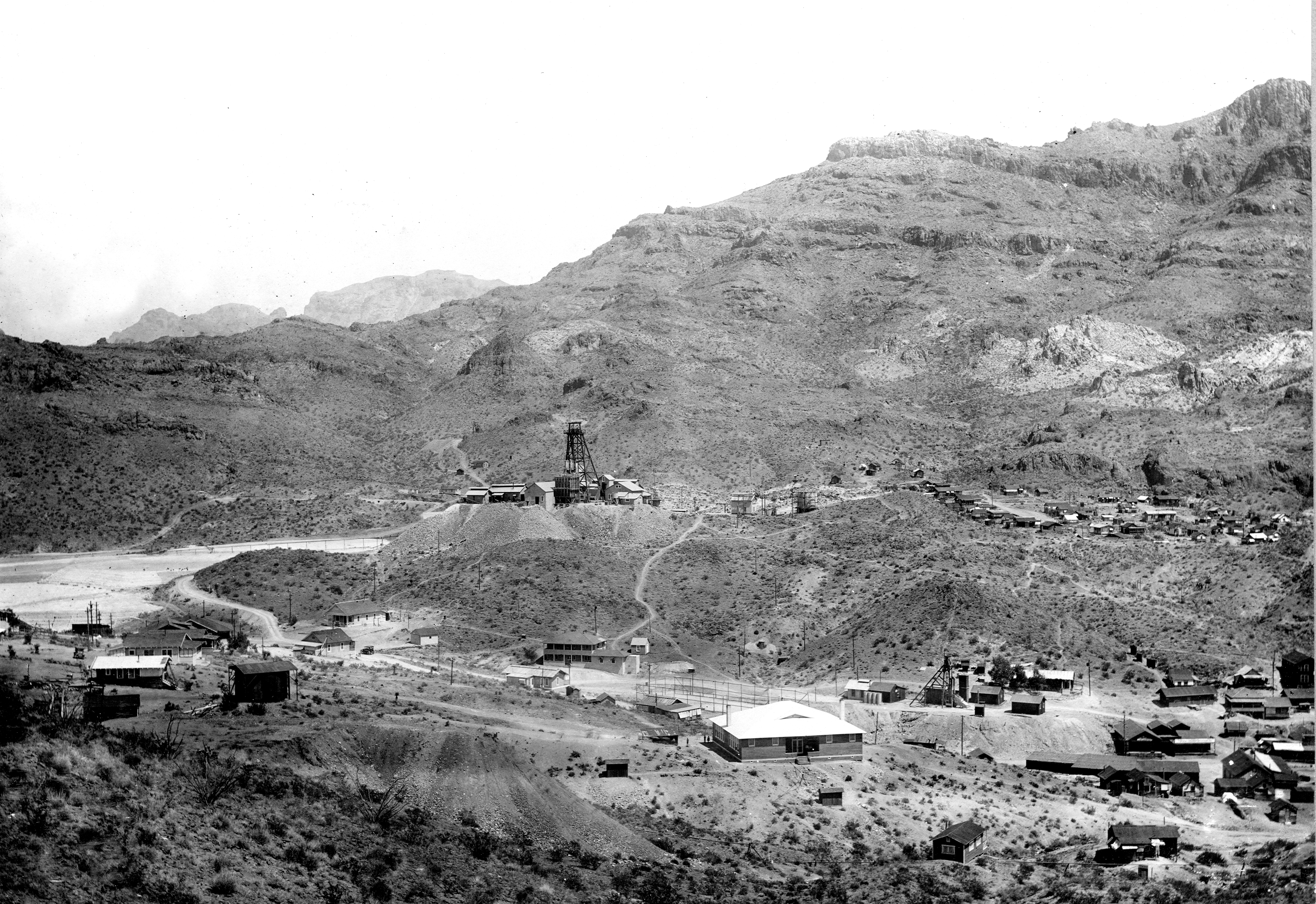
Отман в 1921

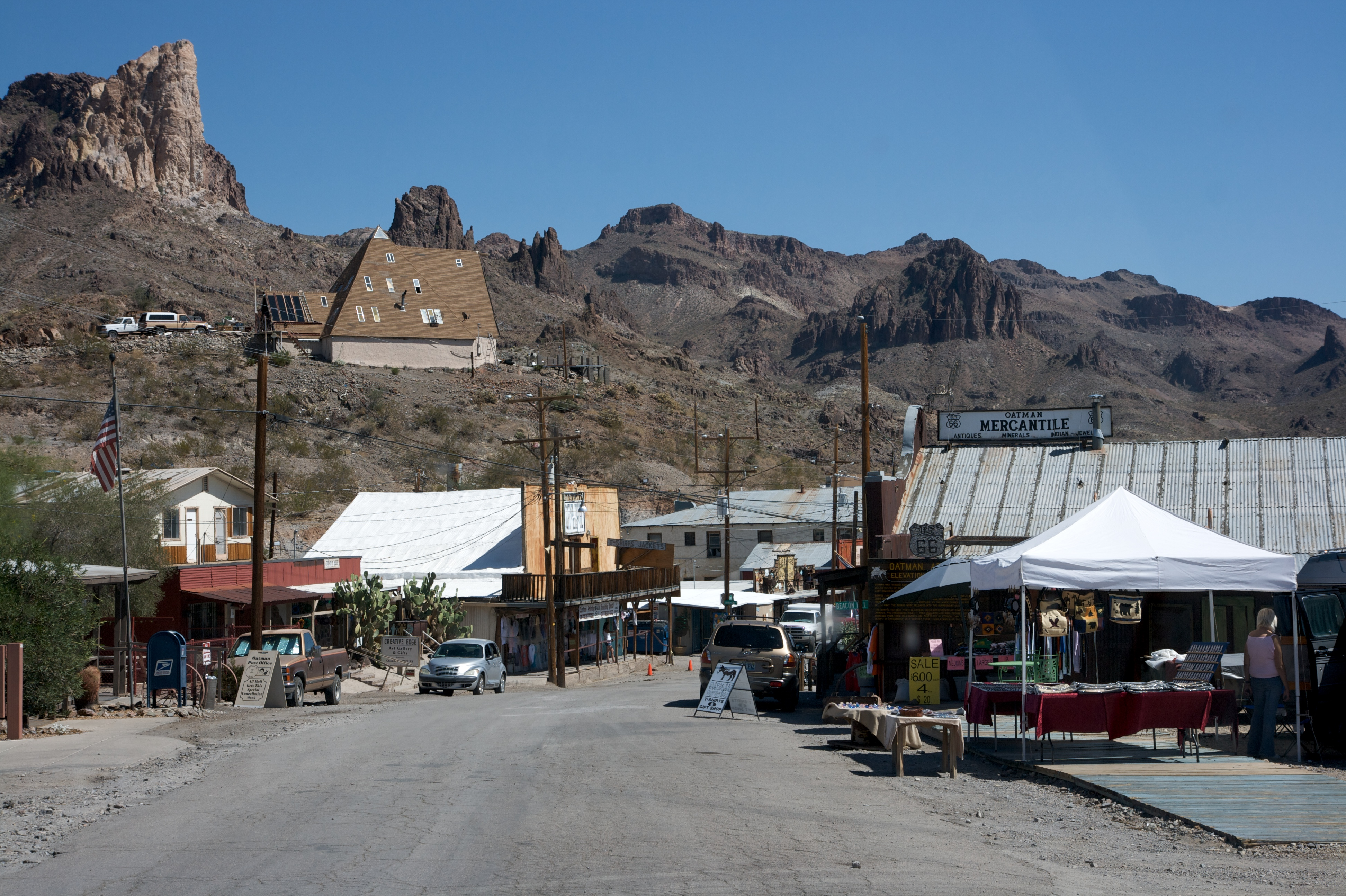
Отман в 2008

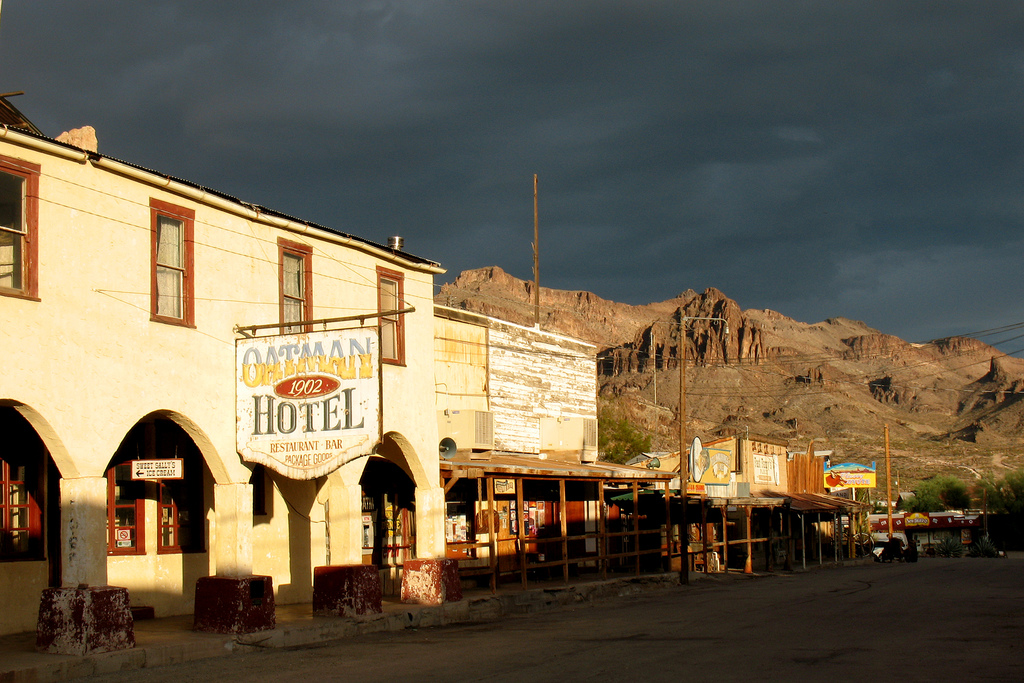
Готель в Отмані

Згідно з переписом 2010 року, у переписній місцевості мешкало 135 осіб у 74 домогосподарствах у складі 32 родин. Густота населення становила 271 особа/км². Було 112 помешкання (225/км²).
Расовий склад населення:
| - 94,8 % — білих - 1,5 % — чорних або афроамериканців - 1,5 % — азіатів |

До двох чи більше рас належало 1,5 %. Частка іспаномовних становила 5,9 % від усіх жителів.
За віковим діапазоном населення розподілялося таким чином: 14,1 % — особи молодші 18 років, 58,5 % — особи у віці 18—64 років, 27,4 % — особи у віці 65 років та старші. Медіана віку мешканця становила 53,2 року. На 100 осіб жіночої статі у переписній місцевості припадало 125,0 чоловіків; на 100 жінок у віці від 18 років та старших — 118,9 чоловіків також старших 18 років.
Цивільне працевлаштоване населення становило 36 осіб. Основні галузі зайнятості: науковці, спеціалісти, менеджери — 100,0 %.